# Cytisus arboreus
Cytise arboré, Cytise arborescent, Genêt de Catalogne, Cytise de Catalogne
Espèce
Statut de conservation UICN

 LC  : Préoccupation mineure
Cytisus arboreus, le Cytise arboré, Cytise arborescent, Genêt de Catalogne ou Cytise de Catalogne, est une espèce de plantes à fleurs de la famille des Fabaceae. C'est un arbuste endémique de l'ouest de la région méditerranéenne.

## Description

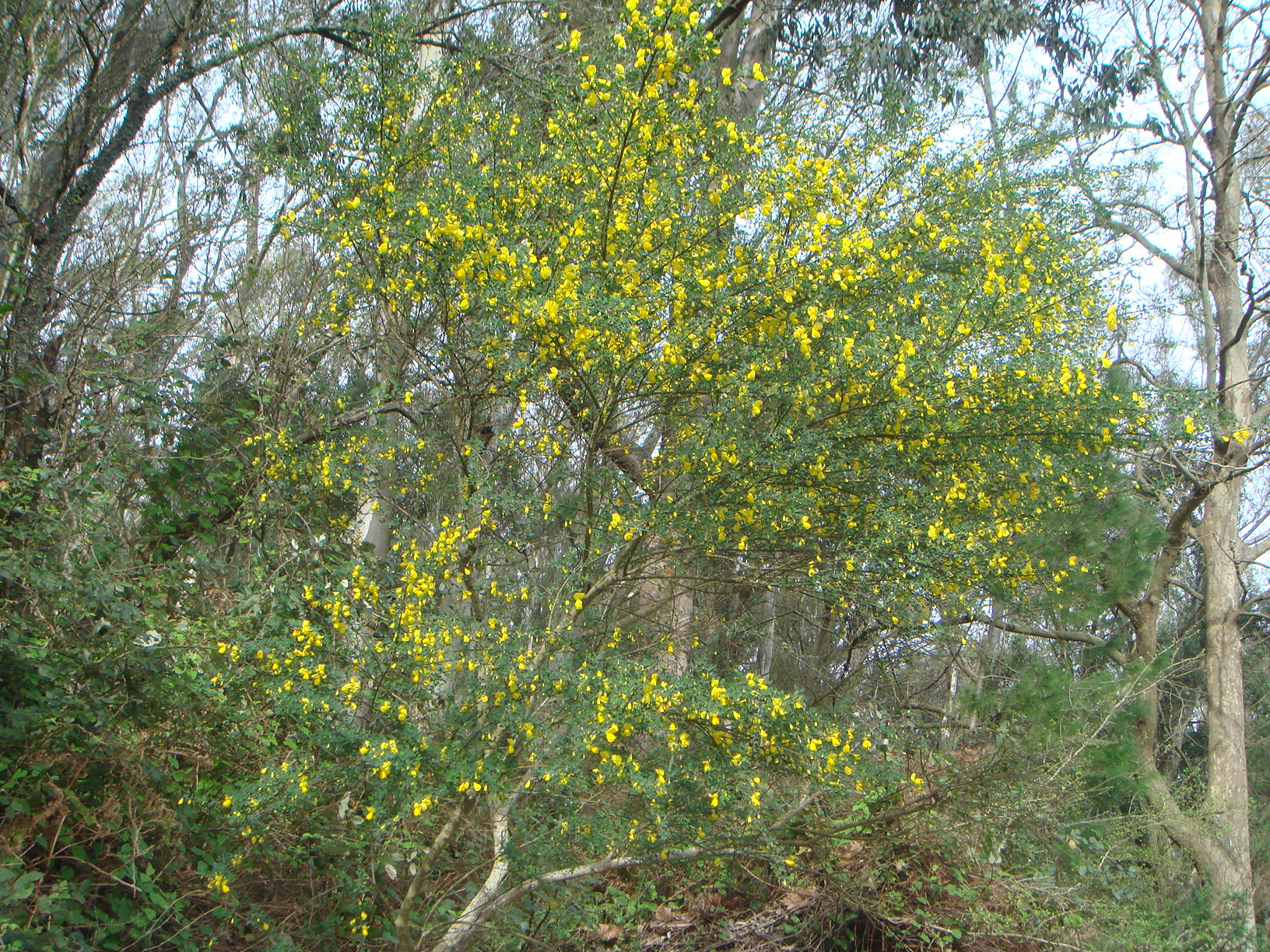
Port général.

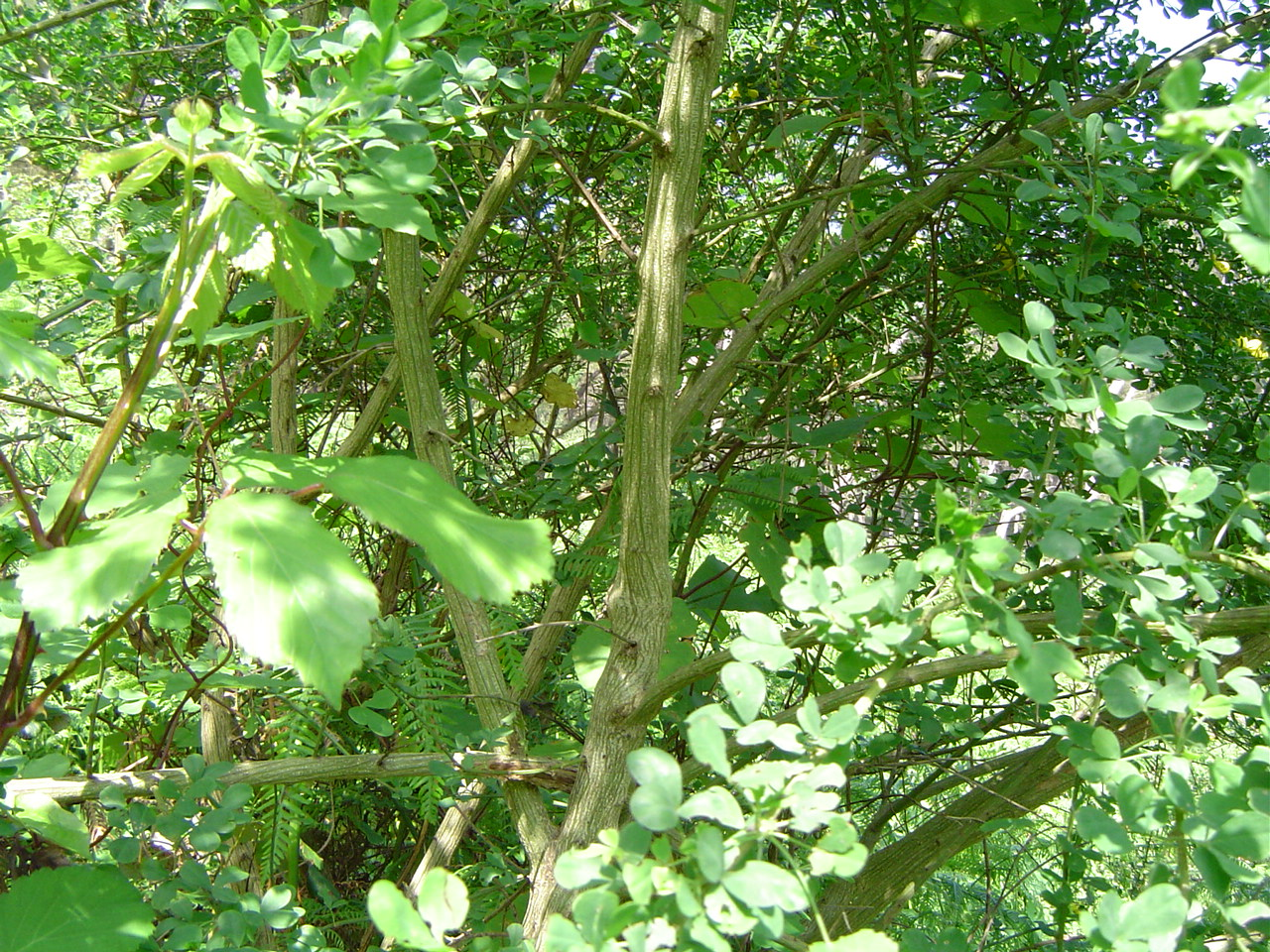
Rameaux.

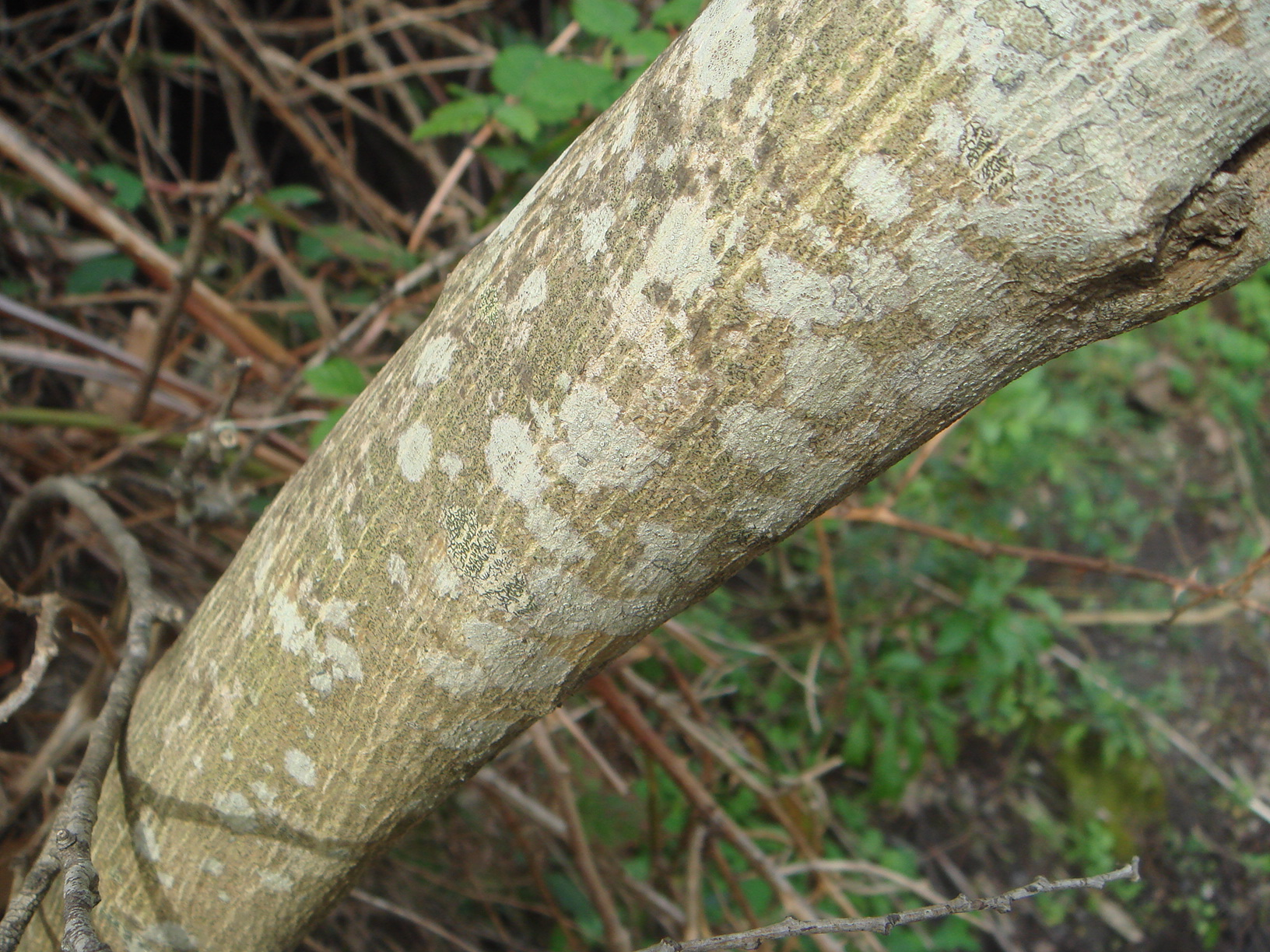
Écorce.

C'est un arbuste plus ou moins élevé, à feuilles pétiolées, trifoliées. Les folioles sont oblongues ou obovales, finement pubescentes en dessous. Les rameaux sont blanchâtres, anguleux, relevés de côtes vertes, souvent nus, non épineux au sommet.

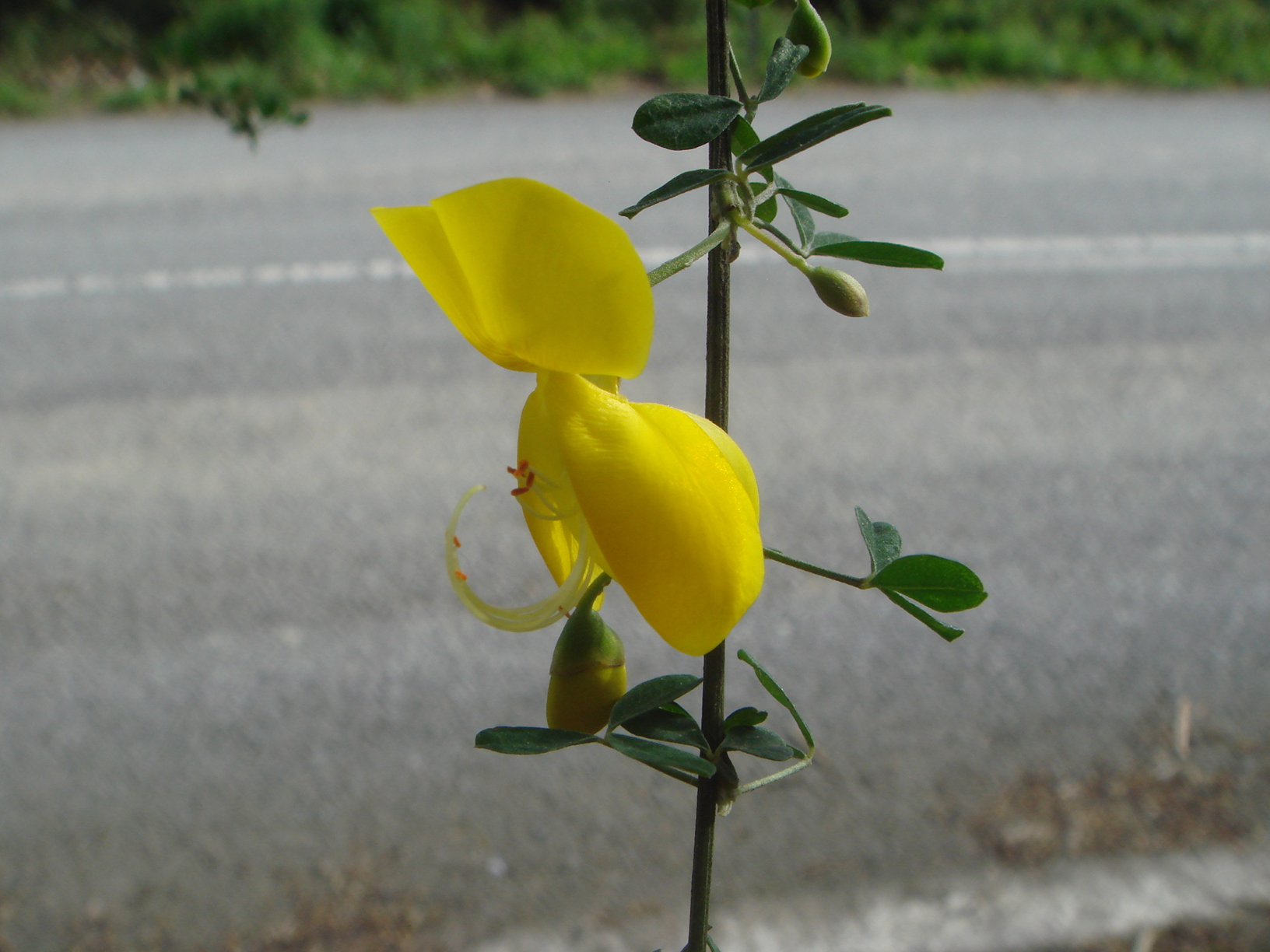
Fleur.

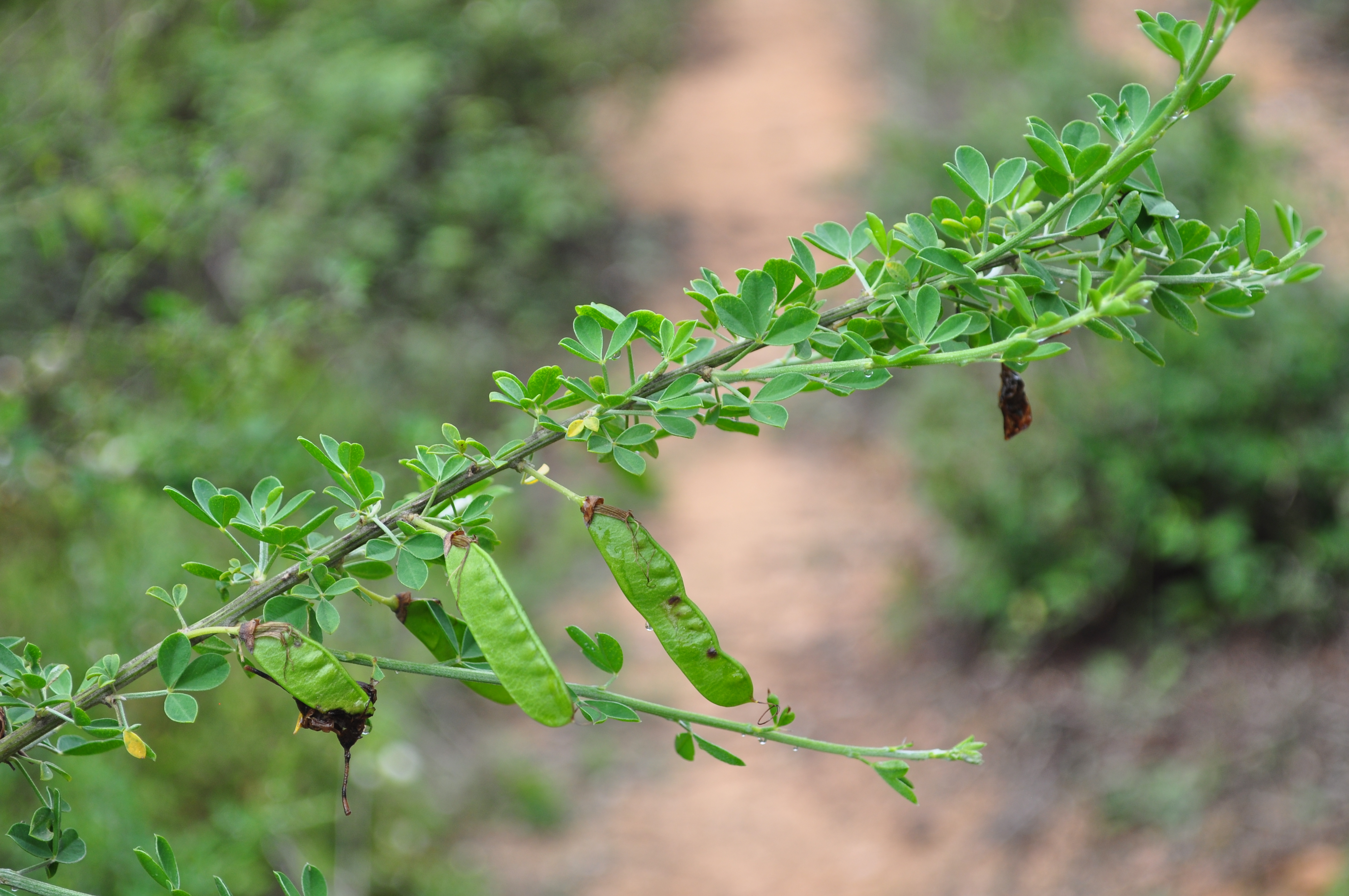
Fruits.

Les fleurs sont solitaires ou en petits fascicules axillaires. Le fruit est une gousse papyracée, plane, finement pubescente, longue de 4 à 5 cm et large de 8 mm. La carène est obtuse, ovoïde ; les ailes larges et ovoïdes.

## Répartition
L'espèce est endémique de l'ouest de la région méditerranéenne, présente uniquement en Algérie, en Espagne, en France continentale, au Maroc et au Portugal. L'étendue de son aire de répartition est estimée à plus de 150 000 km2.

## Habitat et écologie
Elle est présente dans les fourrés, les forêts de l'étage montagnard inférieur et parmi les buissons méditerranéens, entre 30 et 1 000 m d'altitude
En France, c'est une espèce indicatrice des suberaies des Pyrénées-Orientales et des yeuseraies acidiphiles à Asplénium fougère d'âne.

## Systématique
Le nom correct complet (avec auteur) de ce taxon est Cytisus arboreus (Desf.) DC., publié en 1825 par le botaniste suisse Augustin Pyrame de Candolle. L'espèce a été initialement décrite en 1798 dans le genre Spartium sous le basionyme Spartium arboreum, par le botaniste français René Desfontaines.
Le nom francophone recommandé ou typique de cette espèce est « Cytise arborescent ». Elle est aussi nommée « Cytise arboré », « Genêt de Catalogne » ou « Cytise de Catalogne ».
Cytisus arboreus a pour synonymes :
(homotypiques)
- Cytisogenista arborea (Desf.) Rothm. in Repert. Spec. Nov. Regni Veg. 49: 56 (1940)
- Genista arborea (Desf.) Poir. in J.B.A.M.de Lamarck, Encycl., Suppl. 2: 719 (1812)
- Laburnum arboreum (Desf.) J.Presl in F.Berchtold & J.S.Presl, Přir. Rostlin Aneb. Rostl. 3: 100 (1830)
- Sarothamnus arboreus (Desf.) Webb in Iter Hispan.: 52 (1838)
- Spartium arboreum Desf. in Fl. Atlant. 2: 131 (1798) (basionyme)
- Verzinum arboreum (Desf.) Raf. in Sylva Tellur.: 23 (1838)

(hétérotypiques)
- Cytisogenista baetica (Webb) Rothm. in Repert. Spec. Nov. Regni Veg. 49: 56 (1940)
- Cytisogenista catalaunica (Webb) Rothm. in Repert. Spec. Nov. Regni Veg. 49: 56 (1940)
- Cytisus arboreus subsp. baeticus (Webb) Maire in Mém. Soc. Sci. Nat. Maroc 7: 171 (1924)
- Cytisus arboreus var. ballianus Briq. in Étud. Cytises Alpes Mar.: 150 (1894)
- Cytisus arboreus var. catalaunicus (Webb) Maire in É.Jahandiez & al., Cat. Pl. Maroc 2: 365 (1932)
- Cytisus arboreus subsp. catalaunicus (Webb) Maire in M.L.Emberger & R.C.J.Maire, Pl. Marocc. Nov. 2: 2 (1929)
- Cytisus arboreus var. extravagans (Font Quer) Maire in Fl. Afrique N. 16: 297 (1987)
- Cytisus arboreus var. haplotrichus Maire in Bull. Soc. Hist. Nat. Afrique N. 22: 39 (1931)
- Cytisus arboreus var. intermedius Emb. & Maire in Pl. Marocc. Nov. 2: 2 (1929)
- Cytisus arboreus var. leiocarpus Maire in Bull. Soc. Hist. Nat. Afrique N. 32: 208 (1941)
- Cytisus arboreus var. leiocladus Maire in Bull. Soc. Hist. Nat. Afrique N. 19: 38 (1928)
- Cytisus arboreus subsp. macranthus (Ball) Maire in Fl. Afrique N. 16: 298 (1987)
- Cytisus arboreus var. macranthus (Ball) Jahand. & Maire in É.Jahandiez & al., Cat. Pl. Maroc 2: 364 (1932)
- Cytisus arboreus var. tetuanensis (Pau & Font Quer) Jahand. & Maire in É.Jahandiez & al., Cat. Pl. Maroc 2: 365 (1932)
- Cytisus arboreus subsp. transiens (Maire) Maire in Fl. Afrique N. 16: 297 (1987)
- Cytisus arboreus var. transiens Maire in Bull. Soc. Hist. Nat. Afrique N. 19: 82 (1928)
- Cytisus baeticus (Webb) Steud. in Nomencl. Bot., ed. 2, 1: 477 (1840)
- Cytisus baeticus var. africanus (Pau & Font Quer) Sennen & Mauricio in Cat. Fl. Rif Orient.: 30 (1933)
- Cytisus baeticus f. emarginatus Font Quer in Exsicc. (Iter Marocc.) 1929: n.° 310 (1930)
- Cytisus baeticus var. extravagans Font Quer in Mem. Mus. Ci. Nat. Barcelona, Ser. Bot. 25: 14 (1936)
- Cytisus baeticus var. macranthus Ball in J. Linn. Soc., Bot. 16: 402 (1878)
- Cytisus baeticus f. melitensis Maire & Sennen in É.M.G.Sennen, Diagn. Nouv.: 154 (1936)
- Cytisus catalaunicus (Webb) Briq. in Étude Cytises Alpes Mar.: 149 (1894)
- Cytisus catalaunicus var. intermedius Emb. & Maire in Mém. Soc. Sci. Nat. Maroc 22: 30 (1929 publ. 1930)
- Cytisus malacitanus subsp. catalaunicus (Webb) Heywood in Feddes Repert. 79: 22 (1968)
- Cytisus transiens (Maire) Talavera in Anales Jard. Bot. Madrid 57: 215 (1999)
- Genista catalaunica (Webb) Rouy in G.Rouy & J.Foucaud, Fl. France 4: 205 (1897)
- Genista gaditana (Boiss. & Reut.) Rouy in G.Rouy & J.Foucaud, Fl. France 5: 314 (1899)
- Sarothamnus arboreus subsp. baeticus (Webb) C.Vicioso in Bol. Inst. Forest. Invest. Exp. 72: 222 (1955)
- Sarothamnus arboreus subsp. catalaunicus (Webb) C.Vicioso in Bol. Inst. Forest. Invest. Exp. 72: 218 (1955)
- Sarothamnus arboreus var. intermedius (Emb. & Maire) C.Vicioso in Bol. Inst. Forest. Invest. Exp. 72: 222 (1955)
- Sarothamnus baeticus Webb in Iter Hispan.: 52 (1838)
- Sarothamnus baeticus var. africanus Pau & Font Quer in P.Font i Quer, Exsicc. (Iter Marocc.) 1927: n.° 286 (1928)
- Sarothamnus baeticus var. tetuanensis Pau & Font Quer in P.Font i Quer, Exsicc. (Iter Marocc.) 1928: n.° 180 (1929)
- Sarothamnus carlierus Companyo in Hist. Nat. Dep. Pyr. Règn. Vég. 2: 165 (1864)
- Sarothamnus catalaunicus Webb in Ann. Sci. Nat., Bot., sér. 3, 9: 63 (1848)
- Sarothamnus gaditanus Boiss. & Reut. in P.E.Boissier, Diagn. Pl. Nov. Hisp.: 10 (1842)
- Sarothamnus macranthus (Ball) Pau in P.Font i Quer, Exsicc. (Iter Marocc.) 1930: n.° 308 (1932)
- Spartium baeticum (Webb) Samp. in Ann. Sci. Acad. Polytecn. Porto 6: 44 (1911)

## Usages
Cette espèce est utilisée comme bois de chauffage, comme outil de balayage et peut être utilisée comme fourrage.